# Bremer Klaben

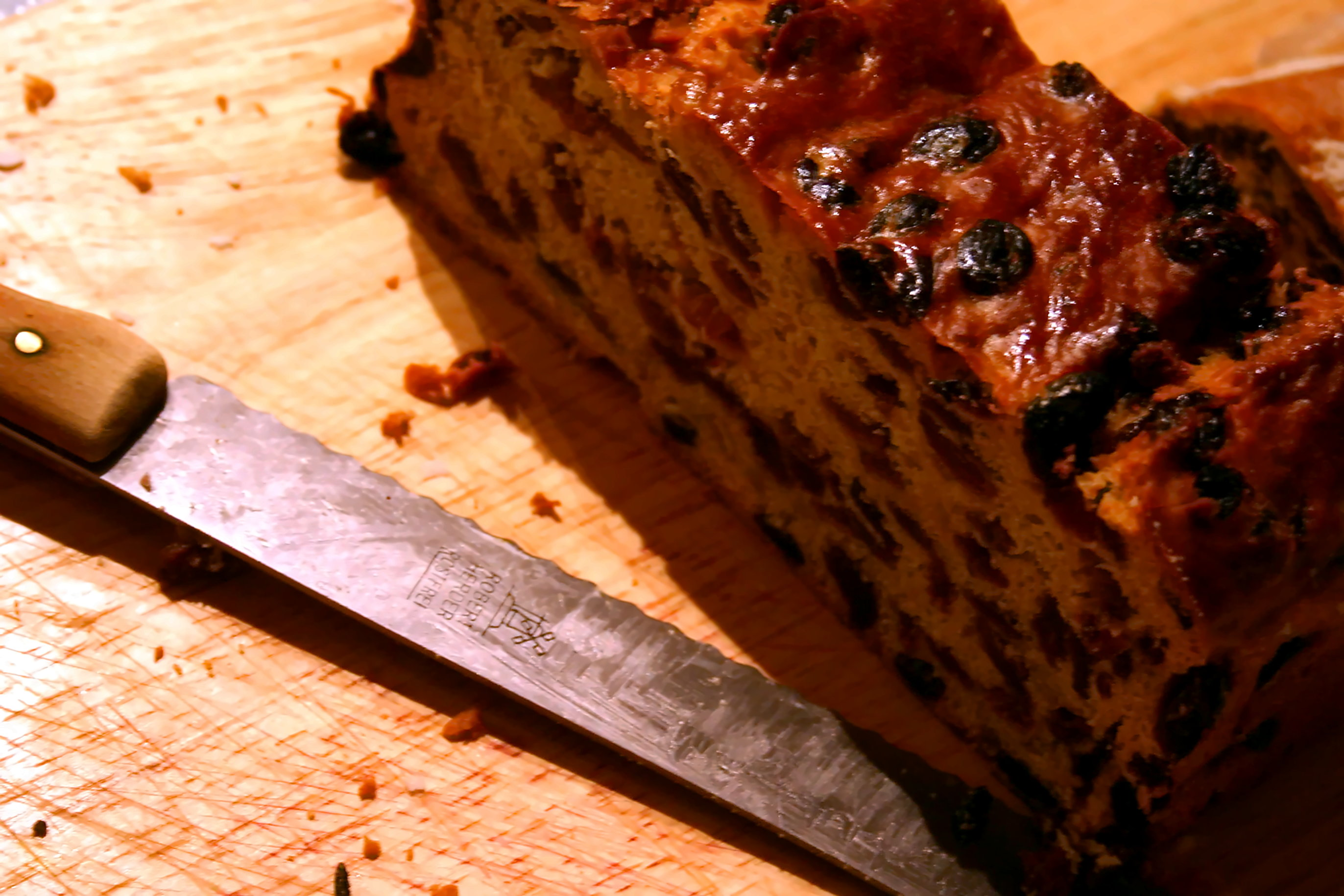
Bremer Klaben

Bremer Klaben ist ein großer,  stollenähnlicher Kuchen aus schwerem Hefefeinteig mit Rosinen. Er zählt zu den traditionellen Spezialitäten der Bremer Küche; die Bezeichnung „Bremer Klaben“ ist eine geschützte geographische Angabe nach europäischem Recht.

## Beschreibung
Charakteristisch für den Bremer Klaben ist ein sehr hoher Fett- und Fruchtanteil, eine besondere Würzung mit Kardamom sowie seine Größe und Form. Er entsteht aus einem schweren, das heißt besonders fettreichen Hefeteig, der indirekt (mit Vorteig) geführt wird. Das Verhältnis von Früchten zum Teig ist ungefähr 1:1, wobei zu den Früchten auf jeden Fall Sultaninen, Orangeat und Zitronat gehören. Weiterhin sind Mandeln, Vanille, Zitronenschale und Kardamom obligatorisch. Im Gegensatz zum Stollen wird der Klaben grundsätzlich nicht von Hand geformt, sondern stets in großen rechteckigen Formen gebacken, mit einem Teiggewicht von 5 bis 6 kg Teig pro Stück, wodurch er eine lange, flache Gestalt erhält und die abgeschnittenen Scheiben annähernd rechteckig sind. Nach dem Backen wird er mit Eistreiche glasiert, jedoch nicht bezuckert.

## Geschützte Bezeichnung
Seit 2009 ist die Bezeichnung „Bremer Klaben“ als geschützte geographische Angabe nach europäischem Recht eingetragen. Sie darf nur für Produkte verwendet werden, die in Bremen und einem genau spezifizierten angrenzenden Gebiet sowie in Bremerhaven und Verden hergestellt wurden. Einen darüber hinausgehenden markenrechtlichen Schutz gibt es nicht.